# مادلين مادن
مادلين مادن (بالإنجليزية: Madeleine Madden)‏ هي ممثلة أسترالية، ولدت في 29 يناير 1997.

## وصلات خارجية
- مادلين مادن على موقع IMDb (الإنجليزية)
- مادلين مادن على موقع ألو سيني (الفرنسية)
- مادلين مادن على موقع قاعدة بيانات الفيلم (الإنجليزية)